# The Elder Scrolls V: Skyrim
『The Elder Scrolls V: Skyrim』（ジ・エルダー・スクロールズ・ファイブ・スカイリム）はBethesda Game Studiosが開発し米国のベセスダ・ソフトワークスから発売されたコンピューター・ゲーム。アクションRPG・The Elder Scrollsシリーズの『The Elder Scrolls IV: Oblivion』の続編にあたる。
北米時間2012年2月14日付のプレスリリースによれば、『The Elder Scrolls V: Skyrim』は3つのプラットフォーム合計で1000万本を超えるヒットになり、売り上げは約6億5000万ドル（約510億円）を記録した。シングルプレイ専用RPGとしては空前の大ヒットになった。
2012年9月20日には、日本ゲーム大賞2012の「年間作品部門」で「優秀賞」を受賞した。

## ゲーム内容
「スカイリム」では、これまでのThe Elder Scrollsシリーズと同様にオープンワールド・アクションRPGシステムを採用している。Bethesda社が2008年に発売し、似たゲームシステムを採用するFallout 3からも影響を受けている。
プレーヤーは、馬または徒歩でスカイリムの地を自由に放浪できる。スカイリムには5つの大都市と小さな町、広大な自然や山地が広がっている。
前作に比してゲームパッドでの操作を重視した調整がなされ、インタビューなどでもプッシュされている。操作性自体も、賛否両論があった「オブリビオン」より改善が施され、PC版でもXbox 360のワイヤレス・ゲームパッド用の設定がデフォルトで組み込まれている。（他のゲームパッドでも勿論使える）
「スカイリム」では「オブリビオン」のために開発された「Radiant AI」人工知能システムを改良して引き続き利用しており、NPCは隠れたパラメーターに従い、それぞれがしたい行動をとる。システムの洗練・向上によりNPCと環境の関係は緊密化され、農業や鉱業、各種生産業などに従事する。NPCは会話などでプレーヤーとコミュニケーションし、情報やトレーニングを提供する。またプレーヤーとNPCは互いに喧嘩を挑め、NPC同士の争いもランダムに発生する。「スカイリム」はRadiant Storyシステムを採用し、それがクエストに影響する。サイド・クエストはプレーヤーの行動によってダイナミックに変化し、能力や進捗状況によって調整される。
マップの広さは「オブリビオン」の舞台であるシロディールとほぼ同じ16平方マイルである。シロディールの都市よりも大きな都市が5つ存在し、その他にも無数の町や村が点在している。スカイリムの地形は山がちで150箇所を超えるダンジョンが設けられている。内部のクリーチャーや敵対NPCは、ダンジョンに入った時点でのプレーヤーのレベルに固定化される。ファスト・トラベリング機能も前作に引き続き用意されている。300種類以上の本を読める。

### システム
ゲームでは18のスキルを訓練することができ、スキルを一定数上げることでプレーヤーのレベルが上がる。前作「オブリビオン」を含め多くのRPGで採用されているキャラクター・クラスの概念は、プレーヤーのプレースタイルを自然に発展させるために除かれた。固定されたレベル制限は存在しないが、すべてのスキルをレベル100まで上昇させた場合レベルは80前後となるため、これが事実上の上限レベルとなっている。パークやスキルに特有の能力は、スキル・ツリーと呼ばれるシステムにまとめられており、プレーヤーのレベルが上がると280のパークの中から取得するものを選択できる。スクリーン上の情報表示機能はプレーヤーのヘルス、スタミナ、マジカが減少した際にのみ現れる。アイテムや装備品は Favorite というクイック・アクセス・メニューに登録できる。インベントリ画面での所持品メニューはコンパス状に表示され、表示を回転、ズームさせてアイテムを選択する。
キャラクター・クラスの廃止に伴い、基本能力値であるステータス値も廃された。これに加えて軽業スキルがなくなり、運動や軽業スキルレベルに比例して高速で移動できなくなった。また軽業スキルの廃止に伴い、軽業スキルレベルに比例した高さまで空高くジャンプして低いところから高い塀に飛び乗ることもできなくなっている。
前作の鍛冶スキルは修理用ハンマーの効果に影響したが、今作では廃止された。代わりにこのスキルと、革やインゴットなどの必要な原料を用いて、プレーヤー自ら武器防具やアクセサリ類を鍛冶屋の溶鉱炉または金床で作れる。前作とは違い武器防具が壊れなくなったため、武器防具の修理作業や修理用ハンマーも不要になった。さらに鍛冶スキルのレベルに応じて、インゴットなどの必要な素材を消費して武器防具を強化できる。
武器や防具に魔法的な効果を付与する「付呪」は前作に引き続き登場するが、魔法作成という要素は削られている。付呪をするためには、必要な魔法を作成したり覚えたりするのではなく、各地に配置されている「アルケイン付呪器」で魔法効果が付与された武器防具を破壊し、そこから魔法効果を抽出して習得する方式に切り替わった。

#### 戦闘
両手にそれぞれ異なる片手用武器を装備し、二刀流を行える。通常よりも高速で走れるダッシュはスタミナを消費する。盾を用いて強打し攻撃でき、攻撃を盾でブロックするにはタイミングを合わせる必要がある。剣や弓、素手などの各武器はそれぞれ固有の特徴があり「致命的な一撃」を加えられる。85以上の魔法が用意され遠距離、近接攻撃に用いられる。魔法タイプにはそれぞれ特徴があり、氷結などの標的を凍らせる魔法は動きを遅くさせスタミナを奪い、火炎の魔法などによって標的が着火すると持続的な体力の低下を伴う。プレーヤーは片手に一つの魔法を装備でき、両手の魔法を合わせることで威力を増やせる。弓については、前作よりも大きなドローバックを伴うが、威力も向上している。そのため矢の価格は上がっている。今作における矢は何本所持しても重量がなくなった。NPCはプレーヤーの攻撃的な動作を感知すると警戒する。
また公式パッチ version 1.6 からは馬に乗ったまま剣や弓で攻撃できる騎乗戦闘が追加された。

### ドラゴン
本作ではゲームのボックスアートにドラゴンが描かれているように、ドラゴンが重要な意味を持っている。Skyrim に突如現れるドラゴンは上空から容赦なく周辺の村々を襲撃し、簡単にNPCを殺してしまう。また村にドラゴンが襲ってくると村や町を警護しているガードが弓矢で応戦するが、主人公が加勢しない限り長期戦になった挙句、犠牲者が次々と現れてその村は甚大な被害を受けることになる。クエストの進行を妨げかねない意味でも手強い強敵であるが、メインクエストを進めるとこのドラゴンを容易に倒せる手段がわかってくる。
ドラゴンボーンである主人公は、倒したドラゴンから「ドラゴンソウル」を吸収することが出来る。このドラゴンソウルは、ドラゴン語で 「スゥーム」と呼ばれる能力「ドラゴンシャウト」を利用するのに必要である。
「ドラゴンシャウト」および、それを習得できるSkyrim地方各地の言葉の壁はこのドラゴン語で成り立っている。ドラゴン語の文字はドラゴンの鉤爪を使って書かれているために、爪で引っ掻いたり、刺したような形が特徴である。その文字はほとんどが英語に使われているラテン文字に対応しているが、"S" や"K" で作られる音 "C" がない。
ゲーム内の英語版に限りプレイヤーにもドラゴン語を理解できるように配慮されており、ドラゴンが主人公と会話するときはまずドラゴン語で喋ってから同じ内容を英語で復唱するという手法が取られている。そしてドラゴン語は英語とほぼ文法が同じ設定なので、単語さえ理解してしまえば容易にドラゴン語の解読・英語との相互変換が可能となっている。たとえば 主人公を指す「ドヴァーキン」は ドヴァ(Dovah) と キン(Kiin)の2語からなり、それぞれ英語でドラゴン・ボーン(Dragon born) を意味する。なお、固有名詞を持つドラゴンにも、それぞれドラゴン語での意味が存在している。

### ドラゴン・シャウト(Dragon Shout)
今作から新たに追加された目玉のひとつに挙げられる、主人公を除いてはドラゴンを含む極一部のキャラクターのみが使える特殊アクション。ドラゴン語で成り立つ魔法だが、通常のスペルとは違いマジカを消費しない代わりに、一度使用すると数秒から数分の間使用できない。
シャウトの中でも有名なのが、 Skyrim のトレイラームービーで崖に追い詰められた主人公がドラゴンに向かってドラゴン語でファス・ロー・ダー(Fus Ro Dah!) と叫ぶシーン。その叫びこそがゲームで最初に習得できるシャウトであり、標的を一時的によろめかせたり吹き飛ばす 『揺るぎ無き力(Unrelenting Force)』 と呼ばれる能力である。各シャウトには語数に合わせて3段階のレベルがある。ほとんどの場合はSkyrim各地に散らばっている ドラゴン語の詩文が刻まれた「言葉の壁」にたどり着くことで、そこから一単語を一つ修得することができる。習得したシャウトを実際に使用可能にするためには、その後に襲い来るドラゴンを殺して得た「ドラゴンソウル」を消費する必要がある。
シャウトを放つには、シャウトキー (デフォルトでは Z キー) を押す。このキーを押した長さにより、発動するシャウトのレベル・発する言葉の数が変化する。
- トレイラームービーで使われている「揺ぎ無き力」の場合、 フスロダー(Fus Ro Dah!) の Fus! が「第一の言葉」であり、一体の標的をよろめかすもっとも弱いレベルである。
- 2段階目の「言葉」を習得した状態でシャウトキーを少しだけ長押しすると主人公は Fus Ro! と叫び「第2の言葉」によって複数の標的をよろめかせる。
- 3段階目の言葉を習得した状態でシャウトキーをさらに長押しすると、トレイラームービーのように Fus Ro Dah! まで「第3の言葉」を叫び切り、複数の標的を大きく吹き飛ばす。ちなみにドラゴン語 Fus Ro Dah は英語で Fus が 力(Force)、Ro が バランス(Balance)、Dah が 圧力(Push)の意味を持つ[32]。
- Xbox 360版ではキネクトによる音声入力に対応し、ユーザー音声認識によるシャウトの使用が可能である。

### 設定
「スカイリム」は、「タムリエル」大陸の中心「シロディール」地方を舞台としていた前作『The Elder Scrolls IV: Oblivion』(オブリビオン) の直接の続編ではなく、オブリビオン・クライシス（Oblivion Crisis・オブリビオン動乱) から約200年が経ったシロディールの北方、スカイリム地方での物語である。
『The Elder Scrolls IV: Oblivion』(オブリビオン) でセプティム王朝最後の皇帝マーティン・セプティムの死によって後継者を失い、オブリビオンの動乱と同時に帝国のセプティム王朝にも終止符が打たれた。第4紀の時代からは、タイタス・ミードというシロディール出身の コロヴィアンのウォーロードが皇帝として帝都を統治するが、この現ミード王朝はセプティム家の血筋を引いていない。
この混乱の中、帝国の属州だった「ハイエルフ」「アルトマー」の故郷 「サマーセット島」、「ウッドエルフ」「ボズマー」の故郷「ヴァレンウッド」や「カジート」の故郷の「エルスウェーア」地方が独立し安定が揺らいでいる。特にアルトマーと ボズマーの故郷である サマーセット島とヴァレンウッド地方には、第2紀の時代に存在したエルフの帝国・アルドメリ自治領(Aldmeri Dominion)が再び創設されている。
30年前にスカイリムでは、現在の皇帝タイタス・ミード2世 が、アルドメリ自治領の大使が送りつけた最後通牒を拒否したために、ドミニオンを統治している サルモールが ハンマーフェルとシロディール両方を侵略し始める“大戦”が勃発する出来事があった。その後タロス信仰を禁止する“白金協定・White-Gold Concordat”の署名によって帝国はサルモールの襲撃から辛うじて生き残ったが、皇帝直属の諜報機関であるブレイズはそれまでに大幅に損害を被り、構成員は残り僅かとなっている。
スカイリム地方の上級王が暗殺されたのをきっかけとして、スカイリムを建国したノルドの間では、タロス信仰を禁止する白金協定をエルフと締結した帝国に激怒した独立派ストームクロークと、反乱を鎮圧しようとする帝国軍による2つの勢力による内戦が発生している。
これまでのシリーズと同様に、「スカイリム」の主人公は名も知れぬ囚人としてスタートする。前作 Oblivion でも登場したペイル峠を通って越境しようとした主人公は数人のストームクローク兵、ウルフリック・ストームクローク、馬泥棒のロキールとともに馬車でヘルゲンまで連れて行かれ斬首刑に処される。主人公が首を斬り落とされそうになったまさにその瞬間に突如ドラゴンが現れ、主人公を含む数人達は運良く生き延び、破壊し尽くされたヘルゲンの町を無事に脱出する。
プレーヤーはストーリーが進むにつれて、スカイリムの内戦は「星霜の書（The Elder Scrolls）」に記されている予言の（現時点で判明している）最後のイベントであり、主人公の前に現れたドラゴンは古の神 アルドゥイン(Alduin) (ノルドの神話では九大神の主神アカトシュ(Akatosh)の別名とされる）の再臨であることを知る。アルドゥインはなぜか主人公を意識するそぶりを見せつつ、配下のドラゴン達とともに世界を破壊し尽くそうとする。
プレーヤーは、神によりドラゴンの力を与えられたドラゴンボーン(Dragonborn)、ドラゴン語で ドヴァーキン（Dovahkiin/ドヴァーキン、竜の血脈、ドラゴンスレイヤー ）として、スカイリムのみならずタムリエル 全土をアルドゥインから守る役割を託されることになる。
ただしゲームは過去の The Elder Scrolls シリーズと同様、オープンワールドというジャンルの性質どおり高い自由度を持っており、メインストーリーであるドラゴンボーンの使命に一切関わらずにプレイを楽しむことも可能である。

## 開発
スカイリムの開発はオブリビオン発売直後から企画されていた。実際の作業は2008年の Fallout 3 発売後から開始され、2010年12月のSpike Video Game Awardsで開発責任者のトッド・ハワードにより2011年11月11日の発売日とともに発表された。2011年2月のGame Informer誌で初めてコンテンツの一部が公表された。
音楽は前作から引き続きジェレミー・ソウルが担当している。作品のテーマ曲「Sons Of Skyrim」は架空のドラゴン語による歌詞を30人のコーラスが歌い上げている。ドラゴン語はコンセプト・アーティストの Adam Adamowicz により、竜の爪でも書けるような34の文字を元に創り上げられた。70人のボイスアクターが声を吹き込んでいる。
スカイリムではBethesda Game Studio 内部で開発された Creation Engine を用いている。キャラクターのアニメーションはHavokのツールセットを用いて描写されている。
「スカイリム」のデザイン・コンセプトは、独特の景色やクリーチャー類が描かれていた Morrowind (モロウウィンド) と、ヨーロッパの正統派ファンタジーに近かった前作「オブリビオン」のデザインとの折衷であるとコメントされている。オブリビオンで一人のデザイナーが担当し画一的になってしまったと批判されていたダンジョンのデザインは、8人のデザイナーが担当することで多様性が増している。種族ごとの特徴や、種族内での変化も付けられている。
海外版限定だが予約ボーナスとして布製のマップが用意されている。また約150ドルで予約限定のコレクター・エディションが発売される（日本未発売）。このパッケージには、12インチの高さのアルドゥインのフィギュアとアートブック、メイキングDVDが含まれている。2013年現在、日本での発売などの予定はない。

### テクノロジー
Skyrim は、Skyrim のリリースに先立って作られた新しいエンジンであるベセスダ独自の Creation Engine を備えている。
ベセスダは公式に少なくとも Skyrim の1つ以上のプロジェクトでそのエンジンが使われていると表明した。
```
Fallout 3
 のリリース後、チームは
Skyrim
 を満足させるおびただしい数の設計指標を考案した。ハワードが言った通り、チームはこれらすべてを済ませてやり続けた
[
44
]
。
```

チームが 当時のハードウェア の設計目標を満足させることができなかったので、彼らは次世代 を待ってからSkyrim をリリースしたが、ハワードが感じていたように、現在の技術ではチームが後押しを続けることはまったくできなかった。Creation Engine はベセスダの以前の活動を上回るグラフィックに忠実な幾多の改良を見越した。例えば、ドローディスタンスは以前のThe Elder Scrollsシリーズのゲームよりもより遠くをレンダリングしている。ハワードはプレイヤーにきめ細かいフォークのような小さなオブジェクトを凝視できる実例と山の方に顔を上げて山頂まで駆ける実例を提供した。
影を提供する動的な光源はゲーム世界内の構造とアイテムによって作られている。ベセスダが以前のゲームで植物相を生み出すために SpeedTree を活用していたが、Skyrim で利用された Creation Engine は SpeedTree でできることよりも非常に詳細な描画を実現している。
例えば、ベセスダの独自のテクノロジーによって、チームは樹木が風に吹きつけられるように樹の枝を強調することが可能になった。さらに、そのテクノロジーでは大河や小川のような水路の水の流れに影響を与える風を再現することも可能にしている。Skyrim のゲーム世界では雪の存在感が大きいために、技術上のアップグレードによって、以前のゲームのテクスチャエフェクトでレンダリングしていた雪の代わりに、天候エフェクトが適用されて地形上への動的な降雪も可能にしている。
チームはキャラクターのアニメーションに、キャラクターの歩行、走行、スプリントの動きの卓越した可変性を可能にする Havok の Behavior ツールセットを使用した。また Oblivion で酷評されていた3人称視点カメラオプションの能率的な動きも増大させた。ツールセットはリアルタイムで起こるプレイヤーとNPCとの相互作用を可能にした。 Oblivion では、プレイヤーがNPCと話をするとき、時間が止まりカメラがNPCの顔にズームしていた。Skyrim では NPCはプレイヤーと会話しながらあちこち移動したり体で身振り手振りができる。今作のゲーム中では子供も表現されている。子供の存在は Fallout 3 に類似した処理をする。ビデオゲームで子供が暴力的な描写に巻き込まれることが物議を醸す大きな論争問題になって以来、子供が決してプレイヤーによって危害を被ることはない。
SkyrimはOblivion で作られた Radiant AI による人工知能システムを使用している。この Radiant AI は、NPCが「追加のパラメータのもとでしたいことをする」ようにアップデートされている。
そのアップデートされたシステムでは NPCとその周囲との間の卓越した意思の疎通が可能になっている。NPCはゲーム世界の中で農業、製粉、採掘のような仕事を演出しお互いに反応しあう。

### デザイン
チームは手書きでデザインしたSkyrim の地方にゲームを設定した。 Oblivion のゲーム世界シロディール地方のサイズに似ている、世界の山岳地形はゲーム空間を膨張させ、比較的平坦なシロディールの上を横断するよりもさらに難しくした。Skyrim の世界のデザインでは、チームは Oblivion で作られた風景とは異なるアプローチを取った。アートディレクター Matt Carofano は、Oblivion のクラシックなヨーロッパファンタジー伝承の一般的描写から脱却して、Skyrim のワールドデザインの現実的なアプローチを検討した。  ハワードは、チームの願望は、特異な文化を持つ世界を犠牲にすることを意味した OblivionにArena と The Elder Scrolls II: Daggerfall のクラシックファンタジーを回帰させたように、 SkyrimにMorrowind のゲーム世界の「驚くべき発見」を再び封入することだと表現した。世界の多様性を創造する一手段として、チームは世界を ホールド(Hold) として知られる9つの地方に分割し、各々の 地方が他よりも地形的にユニークに感じるように作ろうと試みた。加えてチームは、巧妙に仕立てあげられた世界のロケーション、富裕層の地域、貧困層の地域、技術レベルが低い地域を作ることによってNPCの社会経済的背景を反映したがっていた。焦点はゲームの10種族がユニークになるよう変えることだった。ハワードは、過去の The Elder Scrolls のゲームのときとは違い、Skyrimの世界の文化に過度なレイシズムがあるために、プレイヤーがゲーム開始時に種族を選ぶタイミングが重大な決断が迫られるときにやってくるように考慮した。また一方で、プレイヤーの種族選択はNPCによってプレイヤーに対する態度が異なるただの「フレーバー」要素に過ぎないとしてゲームが影響する結果に大きく左右されることはなく特定のクエストでプレイヤーを締め出す一手段にはならないと繰り返し述べた。Skyrim の世界を手作りで作る取り組みは、チームに Oblivion で生み出した景観の利用を手放すことになった。
Oblivion のダンジョンの設計は1人のチームメンバーに任されていた、しかし、これによりダンジョンのデザインは似たり寄ったりのものが多いという批判があり、これを受けSkyrim の 150 ダンジョンは8人の少数のチームで設計された。ベセスダはゲームに登場するNPCの声を収録するために70人以上の声優を雇用した。NPCの声として録音された役者のセリフの総計は6万以上にも及ぶ。キャストにはクリストファー・プラマー、マックス・フォン・シドー、ジョアン・アレン、リンダ・カーター、ウラジミール・クリッチ、マイケル・ホーガンがいる。Skyrim は244のクエスト、300以上の集落やダンジョンが登場する。

### Kinectサポート
2012年4月12日、ベセスダ・ソフトワークスは Skyrim の Xbox 360 版でKinect をサポートすることをアナウンスした。このゲームを特徴づけているDragon Shoutを始めとする 200以上のボイスコマンドに対応している。また、Xbox 360版ではオフラインでもKinectに対応したバージョンが新たに発売されている。

### パッチ
技術的な問題に対処して全体的なゲームプレイを改良したさまざまなパッチがリリースされている。2011年11月29日にいくつかのゲームの問題を修正するパッチ 1.2 がリリースされた。しかし、一部のプレイヤーからこのパッチによって頻繁にゲームがクラッシュする新しいバグが報告された。安定性を改善し既知の問題にさらに対処し、バージョン 1.2 で取り込まれたいくつかの問題を修正したパッチ 1.3 が2011年12月7日にリリースされた。パッチ 1.4 のPC版が2012年2月1日にリリースされた。別の羅列された問題とバグがこのパッチによって対処された他に、Skyrim のランチャーが Skyrim Workshop をサポートした (PC)。パッチ 1.5 がPC版で2012年5月20日にリリースされた。多数のバグが修正された他に、Archery と 攻撃魔法や弓といった飛び道具による攻撃のキルカメラが導入された。

### 日本語版
Xbox 360およびPlayStation 3版はゼニマックス・アジアから2011年12月8日に発売された。Windows版は、Steamからのダウンロード販売、およびパッケージ版が2012年1月26日に発売されている。テキストと音声が日本語にフルローカライズされている。オープニングの斬首刑を始めとする出血表現が前作よりも過激になり断頭シーンもあるため、CEROレーティングはZとなる。
Xbox 360版に限り公式パッチ1.6が先行リリースされたものの、Windows版と PlayStation 3に至っては公式パッチ1.6がリリースされることはなく、代わりに公式パッチ v1.7が遅れて配信されることになった。2012年10月6日にPC日本語版の公式パッチ v1.7が英語版よりも約3ヶ月遅れて配信された。同バージョンの公式パッチはXbox 360版とPlayStation 3版は2012年10月11日に配信された。

#### 公式日本語版の問題点
公式日本語版では漢字などが使われているアイテム名や呪文名などにソートキーが設定されていないためひらがな・カタカナを除くアイテム名や呪文名などのソートが行われない他、錬金術やエンチャントで作成したポーションやマジックアイテムの名前を英数字以外の日本語名称に改名することもできない。

##### 誤訳および意訳
前作、OBLIVIONとは違い英語版の発売からわずか1か月という短さでの発売となった日本語版には前作以上の誤訳や、NPC名、書物の内容などの固有名詞の訳語不統一が多数存在するという問題がある。
例えば
- First Mate→最初の仲間。正確には「一等航海士」。
- Corsair→海賊船。「Corsair」には「海賊船」の意味もあるが、ゲーム中の場合は「海賊」。
- Galmar Stone-Fist→石拳のガルマル。ノルドの姓は2つの単語で形成されているものが多いが、訳されているものがいる。逆に、Laila Law-Giverは「法をもたらす者ライラ」のようには訳されず、「ライラ・ロー・ギバー」となっている。

##### 独自のファイル
また公式日本語版のSkyrimを起動する TESV.exe や一部のFlashのファイルは日本語版独自のものに置き換えられ、ユーザインタフェースまで日本独自になっているため、PC版では、ベセスダ・ソフトワークスが無料配布している公式のオフィシャルプラグインのひとつ "High Resolution Texture Pack"をインストールすることができない。そればかりか、ベセスダ・ソフトワークスが無償提供しているMOD開発ソフトウェア Creation Kitなどを用いて開発されたMODをインストールしてゲームを拡張して楽しみたいユーザは、そのままではMODをインストールしてプレイことができない。この問題を解決するには、日本語版でプレイするのを諦めて公式英語版でプレイするか、または、Steamでダウンロードした公式日本語版のファイルを専用のツール BSA Unpacker などで抽出した日本語テキストを英語版に上書きする必要がある。この方法で好みにより日本語吹き替え声優の音声を英語の声優の音声に置き換えることもできる。この方法は公式パッチがアップデートする度にやり直さなければならない問題がある。また、公式日本語版の独自の TESV.exe はSkyrimのスクリプト拡張である、Skyrim Script Extender (SKSE)  や Skyrim Script Dragon  も、作者が英語圏のために公式日本語版の独自起動ファイルを想定していないため、一切動作しない。また、MODによっては、アイテムの名称などが日本語から英語に戻ってしまうものもある。この問題に対応するには予め英語版でプレイするか、Skyrim String Localizer や Creation Kit で英語に戻った箇所を翻訳するか個人が作った翻訳ファイルを esp/esm ファイルにインポートする方法がある。

### PS3版のバグ
PS3版にのみ特有のバグがあり、長時間プレイによるセーブデータの肥大化につれ、フレームレートが激減し、最終的にはゲーム進行がほぼ不可能なレベルとなる。「オブリビオン」「Fallout3」「FONV」と同じくオートセーブなどで読み込みと書き込みを頻繁に、大きな容量(プレイヤーが関わった全てのオブジェクト情報を含む)で行うためメモリが不足してしまうことが問題点とされる。2012年2月（日本での配信は2012年3月6日）に上記不具合に対する修正パッチ「バージョン1.4」がリリースされ上記の致命的な不具合はほぼ解消された。ただし、PS3版パッチ1.4適用後もパフォーマンスに問題を抱えたユーザーが少数存在していたことから、Bethesda側より公式フォーラムにて改善を正しく適用するための注意点が提示された。

### The Elder Scrolls V: Skyrim Special Edition
E3 2016にて発表されたSkyrimの64ビット版で、いわゆるリマスター版に当たる。PC, PS4, Xbox Oneにて発売。PC版はオリジナル版を所持していれば無償でアップデートされることがアナウンスされており、Xbox One版は『Fallout 4』と同様にBethseda.net経由で最大5GB分の外部アセットを使用したものも含めてのMOD導入が可能。PS4版もMOD導入がアナウンスされていたが、2016年9月9日にソニー・インタラクティブエンタテインメントからベセスダに対してMOD導入機能を一旦断られていた、しかし10月6日に一転し、PS4版でもMOD導入できることになったが使用できるリソースはゲーム内アセットに限られ、最大1GBまで。PS4 Proでは、4K解像度に対応している。

## 楽曲
チームはSkyrim の曲を作曲するために、Morrowind と Oblivion の作曲を手がけたことがあるジェレミー・ソウルを雇用した。彼はゲームのメインテーマである "Dragonborn" を作曲した。"Dragonborn" はゲーム世界の Dragon Language（ドラゴン語）で歌う30人以上の合唱団によって録音された。クリエイティブ・ディレィター、トッド・ハワードは、曲のテーマをバーバリアンの合唱団が歌う Elder Scrolls のテーマとして心に描いた。これは30人の合唱を3回に分けて録音して90人で合唱しているように見せかけたソウルによってそのアイデアが決められたとき現実のものとなった。Draconic (竜のような) の言語はベセスダのコンセプトアーティスト Adam Adamowicz が作った。彼はゲームのために34のルーン文字のアルファベットを開発した。Draconic の語彙は随時拡張された。リードデザイナー Bruce Nesmith は、言葉は「いつも(スタジオが)言う(言いたい)こと」が語彙として取り込んだと説明した。
シリーズ中の以前の2つのエントリと同様に、Skyrim のサウンドトラックは独占的にジェレミー・ソウルの代理店 DirectSong を通して販売されている。2011年11月4日に、ゲームの立ち上げと同時にオーディオCDからなる物理媒体のみでのリリースがアナウンスされた。ソウル本人のサイン入りのすべてのコピーが12月23日よりも前に予約されていた。ベセスダでPRマーケティングを担当しているヴァイスプレジテント Pete Hines の10月17日のツイートによると、「OST (オリジナル・サウンドトラック) は4本のCDが入っている」と述べている。4枚のCDセットのリリースは Digital Song でアカウント表示エラーが出ている間に Digital Song の顧客によって発見された。Amazon.de の "Day One" の事前注文でも5曲の販売促進 Skyrim のサウンドトラックの試聴が含まれている。
| #  | タイトル                    | 作詞・作曲   | 時間 |
| -- | --------------------------- | ------------ | ---- |
| 1. | 「Dragonborn」              | Jeremy Soule | 3:58 |
| 2. | 「Under an Ancient Sun」    | Jeremy Soule | 3:42 |
| 3. | 「The Streets of Whiterun」 | Jeremy Soule | 4:07 |
| 4. | 「Sky Above, Voice Within」 | Jeremy Soule | 3:59 |
| 5. | 「Dragonsreach」            | Jeremy Soule | 2:21 |

| #   | タイトル                 | 作詞・作曲   | 時間 |
| --- | ------------------------ | ------------ | ---- |
| 1.  | 「Dragonborn」           | Jeremy Soule | 3:58 |
| 2.  | 「Awake」                | Jeremy Soule | 1:35 |
| 3.  | 「From Past to Present」 | Jeremy Soule | 5:06 |
| 4.  | 「Unbroken Road」        | Jeremy Soule | 6:26 |
| 5.  | 「Ancient Stones」       | Jeremy Soule | 4:48 |
| 6.  | 「The City Gates」       | Jeremy Soule | 3:48 |
| 7.  | 「Silent Footsteps」     | Jeremy Soule | 2:53 |
| 8.  | 「Dragonsreach」         | Jeremy Soule | 2:23 |
| 9.  | 「Tooth and Claw」       | Jeremy Soule | 1:51 |
| 10. | 「Under An Ancient Sun」 | Jeremy Soule | 3:44 |
| 11. | 「Death Or Sovngarde」   | Jeremy Soule | 3:02 |
| 12. | 「Masser」               | Jeremy Soule | 6:06 |
| 13. | 「Distant Horizons」     | Jeremy Soule | 3:55 |
| 14. | 「Dawn」                 | Jeremy Soule | 4:00 |
| 15. | 「The Jerall Mountains」 | Jeremy Soule | 3:22 |
| 16. | 「Steel on Steel」       | Jeremy Soule | 1:45 |
| 17. | 「Secunda」              | Jeremy Soule | 2:05 |
| 18. | 「Imperial Throne」      | Jeremy Soule | 2:23 |

| #   | タイトル                    | 作詞・作曲   | 時間 |
| --- | --------------------------- | ------------ | ---- |
| 1.  | 「Frostfall」               | Jeremy Soule | 3:28 |
| 2.  | 「Night Without Stars」     | Jeremy Soule | 0:43 |
| 3.  | 「Into Darkness」           | Jeremy Soule | 2:55 |
| 4.  | 「Kyne's Peace」            | Jeremy Soule | 3:52 |
| 5.  | 「Unbound」                 | Jeremy Soule | 1:35 |
| 6.  | 「Far Horizons」            | Jeremy Soule | 5:33 |
| 7.  | 「A Winter's Tale」         | Jeremy Soule | 3:22 |
| 8.  | 「The Bannered Mare」       | Jeremy Soule | 2:30 |
| 9.  | 「The Streets of Whiterun」 | Jeremy Soule | 4:07 |
| 10. | 「One They Fear」           | Jeremy Soule | 3:16 |
| 11. | 「The White River」         | Jeremy Soule | 3:31 |
| 12. | 「Silence Unbroken」        | Jeremy Soule | 2:24 |
| 13. | 「Standing Stones」         | Jeremy Soule | 6:39 |
| 14. | 「Beneath the Ice」         | Jeremy Soule | 4:16 |
| 15. | 「Tundra」                  | Jeremy Soule | 3:52 |
| 16. | 「Journey's End」           | Jeremy Soule | 4:10 |

| #   | タイトル                    | 作詞・作曲   | 時間 |
| --- | --------------------------- | ------------ | ---- |
| 1.  | 「Before The Storm」        | Jeremy Soule | 1:09 |
| 2.  | 「A Chance Meeting」        | Jeremy Soule | 3:12 |
| 3.  | 「Out of the Cold」         | Jeremy Soule | 3:04 |
| 4.  | 「Around The Fire」         | Jeremy Soule | 3:12 |
| 5.  | 「Shadows And Echoes」      | Jeremy Soule | 2:21 |
| 6.  | 「Caught Off Guard」        | Jeremy Soule | 1:13 |
| 7.  | 「Aurora」                  | Jeremy Soule | 7:23 |
| 8.  | 「Blood And Steel」         | Jeremy Soule | 2:12 |
| 9.  | 「Towers And Shadows」      | Jeremy Soule | 2:24 |
| 10. | 「Seven Thousand Steps」    | Jeremy Soule | 1:08 |
| 11. | 「Solitude」                | Jeremy Soule | 2:12 |
| 12. | 「Watch The Skies」         | Jeremy Soule | 2:23 |
| 13. | 「The Gathering Storm」     | Jeremy Soule | 2:55 |
| 14. | 「Sky Above, Voice Within」 | Jeremy Soule | 3:59 |
| 15. | 「Death in the Darkness」   | Jeremy Soule | 2:38 |
| 16. | 「Shattered Shields」       | Jeremy Soule | 2:40 |
| 17. | 「Sovngarde」               | Jeremy Soule | 3:38 |
| 18. | 「Wind Guide You」          | Jeremy Soule | 9:05 |

| #  | タイトル               | 作詞・作曲         | 時間  |
| -- | ---------------------- | ------------------ | ----- |
| 1. | 「Skyrim Atmospheres」 | ジェレミー・ソウル | 42:35 |

## 声優
Skyrimは多くの著名な俳優が声優として参加している。また、前々作 The Elder Scrolls III: Morrowind や前作の The Elder Scrolls IV: Oblivionでも担当していた声優も数人が出演している。
- クリストファー・プラマー - グレイビアードのアーンゲール役。映画『サウンド・オブ・ミュージック』でトラップ大佐役を演じている。アカデミー賞助演男優賞、2本のエミー賞、2本のトニー賞の受賞者。
- チャールズ・マーティネー - ドラゴンのパーサーナックス役。マリオシリーズでマリオを筆頭にいくつかの主要キャラを担当することで知られる。
- マックス・フォン・シドー - ブレイズの生き残りエズバーン役。アカデミー賞にノミネートされている。
- ジョアン・アレン - ブレイズの生き残りデルフィン役。トニー賞受賞者。アカデミー賞に3度ノミネートされている。
- マイケル・ホーガン - 帝国軍のテュリウス将軍役。GALACTICA/ギャラクティカにも出演している。
- カリ・ウォールグレン - 盗賊ギルドのヴェックス役。
- リンダ・カーター - ソブンガルデ(ノルド達の天国・死後の世界) にいる、太古にドラゴンを退治した古代ノルドの英雄、黄金の柄のゴルムレイス役、デイドラ王の一人アズラ役。TVドラマワンダーウーマンで有名な象徴的な女優。ゼニマックス・メディアの会長兼CEOのRobert A. Altmanと結婚している。前々作 The Elder Scrolls III: Morrowind や前作の The Elder Scrolls IV: Oblivion ではノルドの女性の声を担当していた。
- マイケル・ドノヴァン - 同胞団のコドラク・ホワイトメイン役。デイドラ王の一人マラキャス役。
- ポール・エイディング - ストームクロークの副司令官、石拳のガルマル役、Elder Scrolls に詳しい隠遁者の老人セプティマス・シグナス役、ソブンガルデにいる、太古にドラゴンを退治した古代ノルドの英雄 Felldir the Old 役。
- ジム・カミングス - 闇の一党のメンバー フェスタス・クレックス役、ドラゴンズリーチの宮廷魔術師、ファレンガー・シークレット・ファイアー役。
- クレイグ・セクラー - 盗賊ギルドのギルドマスターだった幽霊のガルス役、デイドラ王の一人ペライトとハーシーンの役。前作 The Elder Scrolls IV:Oblivion ではハイエルフ、ウッドエルフ、ダークエルフの男性の声を担当していた。
- ウェス・ジョンソン - デイドラ王の一人ハルメアス・モラとシェオゴラス役。闇の一党に命を狙われている皇帝 タイタス・ミード二世役。前作 The Elder Scrolls IV:Oblivion では闇の一党の幹部ルシエン・ラシャンス役、盗賊ギルドのギルドマスター グレイフォックス役、闘技場のアナウンサー役、デイドラ王の一人シェオゴラス役、インペリアルの男性役を担当していた。

### 日本語版吹き替え声優
日本語版の説明書の最後のページに、キャスト名が英字で掲載されている。
- 佐々木健
- 村松康雄
- 宮寺智子
- 梁田清之

## 発売計画
Skyrim は2010年12月11日にカリフォルニア州ロサンゼルスのロサンゼルス・コンベンション・センターで最初にアナウンスされた。センターは Spike の毎年恒例の Video Game Awards の主催者だった。予告トレイラーが上映されている間に、ハワードがステージに姿を見せた。その予告編トレイラーでは受賞とゲームのストーリーの紹介とリリース日 "11-11-11" (2011年11月11日) を明らかにされた。それはゲームのストーリーとゲームプレイについての初めての詳細を明らかにしたジャーナリスト Matt Miller が書いた15ページの記事が掲載された2011年2月のGame Informer 雑誌の刊行物のカバーストーリーだった。2011年6月のインタビューでダウンロードコンテンツ (DLC) パッケージについて尋ねると、ハワードは以前のリリースに間に合わせてからDLCパッケージをリリースする意図がチームにあると表明した。彼は中身が少ないパッケージを沢山リリースするのは「雑然」としていると感じたということで、Fallout 3 のリリースよりも内容が多いDLCパッケージを少数リリースすることがチームのゴールだと明らかにした。プレスリリースによって、チームは最初に2つのDLCパケージを PC と PalyStation 3 システムよりも1ヶ月先行して Xbox Live を通じて Xbox 360 でリリースする計画をするとアナウンスした。2011年の QuakeCon カンファレンスでは、チームは Skyrim の特別版パッケージを明らかにした。ゲームのコピーにゲーム世界のマップ、ゲーム内で敵対するドラゴン Alduin の 12インチのフィギュアおよび200ページに及ぶコンセプトアートブックと Skyrim のメイキングについて特集したDVDをバンドルした。
2011年10月にはゲームマニュアルの多数のページの写真がリークされ、後にゲームの詳細がいくらか暴露された導入部の映像も続いてリークされた。2011年11月1日までには、公式リリースより10日先にハックされた Xbox 360 で Skyrim をプレイすることができるXbox 360版のコピーがリークされインターネット上で入手可能になっていた。オランダでは、11月7日からゲームの購入が可能であった。11月10日にはオーストラリアの小売店では発売日の11月11日よりも先にゲームが販売され始めていた。

## ダウンロードコンテンツ
現在3つのダウンロードコンテンツが配信されているが、これ以上のダウンロードコンテンツの配信計画は存在しない。
2013年6月27日に以下の3つのダウンロードコンテンツを収録した『The Elder Scrolls V: Skyrim Legendary Edition』が発売された。

### The Elder Scrolls V: Dawnguard
Bethesda は2012年5月1日に Skyrim 初のオフィシャルアドオン The Elder Scrolls V: Dawnguard をアナウンスした。Dawnguard のXbox 360 版が2012年6月26日に英語圏で販売され、2012年7月半ばにフランス語版、イタリア語版、ドイツ語版、スペイン語版が販売された。2012年8月2日に Windows 版 (Steam経由) がリリースされた。日本語版はXbox 360版が2012年7月31日に発売され、PC版が2012年10月5日に発売された。パフォーマンス問題が原因で、Dawnguard の PlayStation 3 版のリリースは日本語版も英語版もいまだに実現していない。ベセスダは Skyrim の DLC をそのシステムにうまく追加することができない可能性があると表明した。英語版DVD-ROMパッケージを購入しても日本語版が発売されるまで日本国内のIPアドレス経由でSteamに接続してゲームをプレイすることすらできなかったSkyrim本体とは違い、PC英語版が配信された当日から日本国内のIPアドレスでSteamに接続しても購入してすぐにプレイすることが可能だった。

### The Elder Scrolls V: Hearthfire
Skyrim の第2のアドオン、The Elder Scrolls V: Hearthfire が2012年9月4日にXbox 360版で、2012年10月4日にPC版でリリースされた。このアドオンではプレイヤーキャラクターは土地を購入して材木、粘土のような原料から温室、養蜂箱、錬金術／エンチャント設備の追加オプションつきの独自の家を建てることができる。Hearthfire では子供を養子にすることで家族を養うオプションも導入されている。Hearthfire は、例えば売主が Dark Brotherhood の契約対象にいるために起こるバグや Lakeview Manor の譲渡証書が得られないようなバグなど、新しいゲームプレイ要素をアンロックできない数多くのバグのせいでさまざな否定的な反響を受けた。まだ今のところ公式パッチのアナウンスはない。Skyrim本体の英語版2011年11月11日に発売されたときと同様、PC英語版が発売されても日本国内のIPアドレスでSteamに接続しても英語版Hearthfireを購入してプレイができないという、Dawnguard では取られなかった異例の措置がとられた。その後2012年10月16日にPC日本語版と英語版が Steam で配信され、Xbox日本語版も配信された。
このオフィシャルアドオンでは、プレイヤーがスカイリム内の9の Hold のうち、通常版では家を持つことができなかったファルクリース、モーサル、ドーンスター近郊にある 土地を購入して設計図から家を建てるのに必要な素材を集めて、温室や養蜂場など細かくカスタマイズされた別荘を建造することができる。また、新しく立てた家や既存の家には執事、馬車の御者、吟遊詩人を定住させられる他、外から連れてきた孤児を養子にして育てることができる。バニラで建てられる既存の家に子供部屋を増築することもできるようになる。また家を建てると、ときどき家の中にスキーヴァーが侵入したり山賊などが襲撃してくるようにもなる。Hearthfire はこのアドオンが発売された月と同じ、The Elder Scrolls シリーズの暦で9月を意味すると同時に、そのうち Hearth は英語で「暖炉」という意味の他このアドオンのテーマとなる「家庭の団らん」を意味する。

### The Elder Scrolls V: Dragonborn
2012年12月4日にまず最初に Xbox 360 プラットフォームでのみリリースされる The Elder Scrolls V: Dragonborn は Skyrim の3作目のアドオン。このDLC の最初のトレイラーが2012年11月5日にリリースされ、プレイヤーがドラゴンに騎乗できる機能と、Skyrim の出来事から200年前を舞台にしている The Elder Scrolls シリーズ3作目の The Elder Scrolls III: Morrowind の拡張パック The Elder Scrolls III: Bloodmoonで登場したソルスセイム島に 初代の「ドラゴンボーン」の再来を中心に展開する構想が示唆された。ソルスセイム島はスカイリム地方の北東とモロウィンド地方の ヴァーデンフェル島の北西に位置するノルドが多数住む島である。このトレイラーではMorrowindに登場した Netch、Bloodmoonに登場したゴブリンのような二足歩行の敵対種族でスノーエルフの子孫と言われている リークリング(Riekling)や、革製品の材料になる浮遊するクラゲ型の非敵対生物 Netch、The Elder Scrolls III: Morrowind の悪名高い最後のボス Dagoth Ur と何らかの関係がある Ascended Sleeper などが登場する。House Redran の建築様式の建物、Morrowind では Levitate の薬か魔法がなければ中に入って登ることができなかった テルヴァンニの塔(Telvanni Tower)、厳しい戒律を持つノルドたちが住む Skaal Village なども登場する。
The Elder Scrolls V: Skyrimの最後のアドオンであることが後に発表されている。

## 反響

### 批評
The Elder Scrolls V: Skyrim では広範囲に及ぶ批評家の賞賛が公表された。レビューを集約したウェブサイト GameRankings と Metacritic は Xbox 360版に95.22%、96/100、PC版に94.42%、94/100 、PlayStation 3版を 88.00%、92/100 とそれぞれ評価した。
IGN は、「あなたを見事に丹念に作られたコンテンツでいっぱいの架空の空間に引きずり込む魅了させるゲームだ… [Skyrim は] 今までに創りだされた中で最高のロールプレイングゲームのひとつだ。」と述べた。ガーディアン は「Skyrimはゲーマーが年中体験できるこの上なく壮大な事業のひとつだ。純然たる冒険心の壮大さ…恍惚とさせる。」と述べた。WIREDは「このゲームの最も卓越した偉業はゲームが現実逃避のパラダイスだということだ。体験する価値のない台本通りのクエストはほとんどない。」と評した。  GameSpot は「Skyrimは超大作の魅力の大部分を上演する。Skyrim はあっという間に膨大な時間を消費する」 と批評した。とJoystiqは、「これはシングルプレイヤー用に作られた探検できるゲームの中でもっとも深遠でもっとも美しい世界だ。」と批評した。" ファミ通 は Skyrim に 40/40 の点をつけた。これは完全に非日本企業によって開発されたゲームに初めてパーフェクトな評価を与えることになった。
批判はPC版のユーザインタフェースについて行われた。それはキーボードやマウスとは対照的に家庭用ゲーム機のコントローラ向けに設計されたことに批判している批評家の意見だった。Official PlayStation Magazine (UK)は全面的に良い評価をしたにもかかわらず、技術的問題とゲームが不完全な状態に感じることを批判した。

### 売上
リリース初日、Steam では同時に23万人もの人々が Skyrim をプレイしている状況を見せた。最初の一週間でベセスダは700万のゲームのコピーを世界中の小売業者に出荷した。水曜日の間の総売上高は推定4億5000万ドルと予想されていた。2011年12月16日までには、この総売上高は1000万ものコピーを小売業者に出荷しおよそ6億2000万ドルにまで上ることになった。さらに、Valve は Skyrim は今までの Steam プラットフォーム上で1日でもっとも早く売れたゲームだと述べた。Steam のゲームの統計ページはつい2012年2月2日までに 501万2468人のユーザのログインにより、500万人のユーザ記録の突破を明らかにした。この期間に、Skyrim は ユーザ数2位の Team Fortress 2 の2倍の大差で Steam でもっともよく遊ばれたゲームになった。2023年6月、トッド・ハワードはIGNのインタビューに6000万本以上を販売したと述べた。2025年3月現在、Skyrim は Steam で最もプレイされたゲームの1つにとどまっている。

### 技術的問題
Skyrimの起動で、小さなものから大きなものにまで及ぶ多数の技術的問題が報告されている。ある例としてゲームをハードドライブから起動するときのXbox 360版のテクスチャ劣化問題、ゲームプレイ時間が長引くことで普通に起こる6MBを超えるファイルをセーブするときのPlayStation 3版のクラッシュ、低速化、フレームレートの問題、Windows版でのさまざまなクラッシュと低速化が挙げられる。Skyrimのディレクター、トッド・ハワードによると、「限られたRAM」の誤解  は不正確で、「あなたが命令したこと、実行したことは文字通りに動く」と述べている。

## スカイリム地方

### 前史
ムンダス（Mundus）という領域の中にある惑星ニルンにあるタムリエル大陸の北方、スカイリム地方はアトモーラ大陸から移住してきたノルドの故郷であり、タムリエル大陸で初めて人間が上陸した地とも呼ばれている。セプティム王朝の始祖タイバー・セプティム（タロス）がノルドだったこともあって歴史的には帝国と友好関係にある。特にソリチュードの首長一家は皇族と血縁関係にあり、ペラギウス3世などの皇帝を輩出したこともある。
オブリビオンの動乱により混乱した帝国において、サマーセット島を中心に勢力を拡大していたアルドメリ自治領のサルモールは、帝国領だったヴァレンウッドとエルスウェーアを支配下に収めていた。サルモールは帝国領のシロディールやハンマーフェルに侵攻を開始し、「大戦」と呼ばれる戦争が勃発した。一時はシロディールの帝都まで落とされた帝国ではあったが、肉弾戦に強いスカイリムからの援軍や、赤輪の戦いの勝利によって帝都の奪還に成功した。しかし、弱体化した帝国には戦争を継続する余力はなく、多くのアルドメリ自治領の主張を飲む形で「白金協定」を結ばされた。この協約により、死後に人間から神になったとされるノルドの英雄タイバー・セプティムことタロスの信仰が禁じられた。
スカイリムではその歴史からノルドを中心にタロス信仰の根強い土地であり、サルモールの協定案を飲んだ帝国に対する不満が募っていった。スカイリムを治める上級王トリグは帝国に恭順する立場を取っていたが、それに不満を抱いていたウィンドヘルム首長のウルフリック・ストームクロークから一対一の戦いを挑まれ殺害された。帝国側はこれを暗殺と呼ぶが、ストームクローク側は伝統に則った正式な決闘に拠るものと主張している。
ウルフリックの決闘劇によって、スカイリムでは帝国側に味方する者とノルドの独立を求めるストームクロークに二分され、内戦が勃発した。帝国軍はシロディールからテュリウス将軍を送り、彼の手腕により一時はウルフリックを捕縛することに成功するが、処刑の場となったヘルゲンに突如として古のドラゴンであるアルドゥインが現れ、混乱に乗じてウルフリックたちは脱出に成功した。内戦は引き続き継続され、一方でアルドゥインは各地の墳墓に埋葬されたドラゴンを蘇らせ街や人々を襲い、スカイリムは混沌の一途を辿っていた。
主人公は国境を渡ろうとしていたところを帝国軍に捕らえられ、ヘルゲンでの処刑に巻き込まれてしまう。だがアルドゥイン襲撃に乗じて脱出した後には、ドラゴンを唯一倒せると言われるドラゴンボーンの力に覚醒し、アルドゥインと対峙していく運命が待っている。

### 都市・地方
以下の記述はいずれも本作のストーリー開始時点を主な基準とする。
スカイリムはホールドと呼ばれる9つの行政区画からなり、それぞれの首都に首長か上級王がいる。通常は8人の首長と1人の上級王だが、ソリチュードの上級王であったトリグがウルフリック・ストームクロークに殺害されたことで上級王は空位となっており、現在は9人の首長からなる。中でもソリチュード、ホワイトラン、マルカルス、ウィンドヘルム、リフテンの5つは砦を含む城郭を有する大きな街である。
上級王は他の8人の首長を束ねるスカイリム地方の統治者で、9人の首長による「ムート」と呼ばれる合議で選出されることになっている。
ソリチュード（Solitude）
ハーフィンガル（Haafingar）の主要都市。皇族と縁が深い首長家が治める城郭都市であり、スカイリムの首都でもある。帝国派。首長は故トリグの妻であった、公平なエリシフ が務める。帝国によるスカイリム統治の主要な拠点であり、派兵された帝国軍の本拠がある。都市の実質的な指導者と呼ばれるテュリウス将軍もここに居留している。ソリチュードの首長家は皇帝を輩出したこともある家柄であり、帝国や街の帝国派はエリシフを次期上級王につけたいと考えている。
ホワイトラン（Whiterun）
ホワイトラン・ホールド（Whiterun Hold）の主要都市で、スカイリムの中央平原に位置する城郭都市。帝国派。首長は偉大なるバルグルーフ（Balgruuf the Greater）が務める。都市の創設以前から存在したとされる伝説的な鋳造所、スカイフォージを有し武勇名高い民兵組織である「同胞団」、スカイリム地方における戦士ギルドとともに発展してきた。
ゲーム開始時は帝国・ストームクローク両者から戦略上の重要拠点と見なされている。形式的には依然帝国側にいるが、バルグルーフは帝国・ストームクローク両者の言い分を認めており、街でのタロス信仰を黙認したり、帝国兵の駐留を認めないなど、中立的な地位にある。街の二大名家であるバトル・ボーン家とグレイ・メーン家は帝国派とストームクローク派に分かれ衝突している。
マルカルス（Markarth）
リーチ（The Reach）の主要都市。ゲーム開始時は帝国派。首長はイグマンドが務める。シドナ鉱山と呼ばれる銀鉱によって発展した街で、古代ドワーフ(ドゥーマー、Dwemer)の遺跡に作られた城郭都市である。銀鉱に支えられ高い経済力を誇るが、鉱山労働者の待遇は悪い。銀鉱の運営や政治の実権はシルバーブラッド家が握っている。
大戦の折に、リーチの先住民でリーチメンと呼ばれるブレトン系の人々で構成されるフォースウォーンがノルドからの独立を目指し、街を一時占拠した過去を持つ。その際にウルフリック率いるノルドの民兵によって街は解放され、首長イグマンドによってタロス信仰が許可されるが、サルモールはこれを協定違反と主張し、サルモールの意向に沿う形で帝国と首長イグマンドはウルフリックたちを逮捕した。一連の事件は「マルカルス事件（Markarth Incident）」と呼ばれ、反乱軍ストームクロークが誕生するきっかけとなった。またフォースウォーンは山間に逃れてゲリラ化し、リーチ地方の脅威となっている。
モーサル（Morthal）
ハイヤルマーチ（Hjaalmarch）の首都。沼に面した小さな町。帝国派。首長はイドグロッド・レイヴンクローンが務める。老齢の女性で予言の力を持つイドグロッドは占いなどに重きを置き、指導者として積極的に動こうとしないため、住民からは不満を持たれている。またこの町の西には The Elder Scrolls: Arena の時代 3E 399（第3紀399年）には スノーホーク（Snowhawk）という町が存在していたが、現在ではスノーホーク砦（Fort Snowhawk）という廃墟になっている。
ファルクリース（Falkreath）
ファルクリース・ホールド（Falkreath Hold）の首都。シロディール国境付近の豊かな森の中にある静かな町。帝国派。首長はシドゲイルが務める。前首長ストゥーンのデンジェールが老齢により若きシドゲイルに職を譲ったとされているが何らかの圧力があったと疑う者も少なくない。郊外の森林には闇の一党の根拠地である闇の一党の聖域が存在する。The Elder Scrolls: ArenaではFalcrenth という名前の町として登場。
ウィンドヘルム（Windhelm）
イーストマーチ（Eastmarch）の首都で、スカイリム最古の都市かつ大陸最古の都市といわれる。ストームクローク軍が拠点を置く城郭都市。首長はウルフリック・ストームクロークが務める。ノルド系の住民の多くはウルフリックを支持している。ノルド以外の人種に対して待遇は悪く、レッドマウンテンの噴火から逃れてきたダークエルフは灰色地区と呼ばれるスラム街に居住させられている。アルゴニアンは街の中に立ち入ることすら許されていない。
リフテン（Riften）
リフト（The Rift）の首都で、ホンリッヒ湖（Lake Honrich）という名の湖に面した城郭都市。ストームクローク派。首長はライラ・ロー・ギバーが務める。水運とハチミツ酒 (ミード) を主な収入源とする街である。盗賊ギルドや闇の一党と協力関係にあるブラック・ブライア家が政治と経済の実権を握り、首長も事実上支配下にある。都市の暗部である地下はラットウェイと呼ばれ、盗賊ギルドの本部がある。彼らは廃れたとはいえ公然と活動している。
ウィンターホールド（Winterhold）
ウィンターホールド（Winterhold）の首都。ストームクローク派。首長はコリールが務める。魔法の研究をしている「ウィンターホールド大学」を有する。かつては首長が上級王にも選ばれ、スカイリム全体の首都でもあった有力都市だったが、「大崩落」と呼ばれる現象によって町の大半が消失し、今は見る影もない。首長も含め残ったわずかな住民たちは大崩落の原因が被害が少なかったウィンターホールド大学であると疑っている。
ドーンスター（Dawnstar）
ペイル（The Pale）の首都。ゲーム開始時はストームクローク派。首長はスカルドが務める。スカルドはウルフリックの熱烈な支持者であり、最初に彼への支持を表明した首長でもある。亡霊の海に面する小さな港町で、町には鉱山が存在しており、この鉱物資源は町にとって重要な産業でもある。

## 登場キャラクター
主人公（ドラゴンボーン / ドヴァーキン）(Dragonborn / Dovahkiin)
国境を越えようとした事で帝国軍によってストームクローク軍に混ざって捕縛されてしまい、護送先のヘルゲンで処刑されることになっていた人物。しかし、帝国軍が手配した書類には記録がなく、素性や生い立ちは一切不明である。本人に自覚は無かったが竜の血統を引いているドラゴンボーン（ドラゴン語で「ドヴァーキン」）と呼ばれる存在であり、常人では習得に数十年の年月がかかる「ドラゴンシャウト」を見聞きするだけで使える天才的な素質を持つ。黒きドラゴン「アルドゥイン」によるヘルゲン襲撃をきっかけに脱走し、突如として復活したドラゴンたちとの戦いに導かれてゆく。

### メインクエスト関連
ハドバル（Hadvar）（吹き替え - 白熊寛嗣）
帝国軍兵士。リバーウッドに叔父であるアルヴォアが住んでいる。ヘルゲンでテュリウス将軍の護衛として捕虜の処刑に携わる一方で、手配書に名前の載っていなかった主人公を哀れんでいた。
アルドゥイン襲撃に際し、主人公は彼もしくは後述のレイロフとともにヘルゲンから脱出することになり、最序盤のチュートリアル的役割を果たす人物。
後に内戦クエストで帝国側に味方すると再会できる。
レイロフ（Ralof）（吹き替え - 白熊寛嗣）
リバーウッド出身のストームクロークの兵士。リバーウッドにジャルデュルという姉や甥もいる。
主人公と共に捕虜として処刑されかけるが、アルドゥイン襲来の渦中に主人公や ウルフリック・ストームクロークと共に逃亡。彼と逃げた場合、ハドバルに代わりチュートリアルを務める役柄を務める。
内戦クエストでストームクローク側に味方すると再会できる。
偉大なるバルグルーフ（Balgruuf the Greater）（吹き替え - 白熊寛嗣）
主要都市「ホワイトラン」の首長。ホワイトランの民を何よりも大事にしている。3人の子供がいる。
アルドゥインによるヘルゲン壊滅の報告を受け、リバーウッドに衛兵隊を派遣した。そして、ホワイトラン郊外の西の監視塔での主人公の活躍を買って、従士に任命する。
ファレンガー・シークレット・ファイア（Farengar Secret-Fire）（吹き替え - 小林かつのり）
主要都市「ホワイトラン」の宮廷魔術師。突如現れたドラゴンに強い関心を持っている。
竜の墓場の地図が描かれたドラゴンストーンと呼ばれる石版を手に入れるため、主人公を古代ノルドの遺跡ブリークフォール墓地へ送り込む。
デイドラ16王の一人メファーラに関与する、王宮「ドラゴンズリーチ」の地下の囁きの扉の鍵を所持している。
アーンゲール（Arngeir）（声 - クリストファー・プラマー）（吹き替え - 浦山迅）
声の道を修め、神の栄光を称えるためにシャウトを探求する修行者グレイビアード(Greybeards)のうちの一人。スカイリム最高峰の山である「世界のノド」の中腹に位置する「ハイ・フロスガー」を拠点としている。
潜在的なシャウトの才能を持つドラゴンボーンとも深い関わりを持ち、歴代のドラゴンボーン達を影で助け、支えてきた。
基本的に政治・戦争には一切関わらない中立的な立場を取っているが、ドラゴン退治に対する執念が強いブレイズのことは信用していない。
デルフィン（Delphine）（声 - ジョアン・アレン）
竜の血を継ぐタムリエル皇帝直属の守護役である近衛兵団「ブレイズ」の数少ない生き残りの推定50代の女性。気性が激しく何者にも強気な態度で接する。
敵対関係にあるサルモールのエージェントの目から逃れるため、リバーウッドで宿屋を営みながら秘密裏に活動していた。
ドラゴンボーンの存在を知ると、先回りしてノルドの遺跡「ウステングラブ遺跡」よりユルゲン・ウィンドコーラーの角笛を盗み出して主人公に接近しようとした。
古代のブレイズの敵であるドラゴン「パーサーナックス」をリーダーとするグレイビアード達とは関係が悪い。
エズバーン（Esbern）（声 - マックス・フォン・シドー）（吹き替え - 真田五郎）
デルフィンと同じくブレイズの生き残りの推定80代の男性。年老いているため、耳の聞こえが悪くなってきている。
サルモールから手配されており、長年にわたりリフテン地下のラットウェイ・ウォーレンズに引き籠もるようにして暮らしてきたので当初はデルフィンですら居場所を知らなかった。
仲間とは“降霜の月の三十日(Where were you on the 30th of Frostfall?)”という合言葉を共有している。
アルドゥイン（Alduin）（吹き替え - 梁田清之）
主神「アカトシュ」の手で最初に創造されたドラゴン。スカイリムの人々から「世界を喰らう者」の二つ名で呼ばれ、現れた時は世界が終わりを迎えるとも言われる程の恐るべき存在。
「ドラゴンシャウト」最強の使い手でもあり、その力を用いて配下のドラゴンを次々と復活させ、世界を破滅に導こうとする。その上、ノルドの英雄が死後に赴くと伝えられる「ソブンガルデ」と現世を自由自在に行き来する力も持ち、その力を用いてソブンガルデに来るノルドの英雄の魂を体内に取り込んで力を蓄える事が出来る。
ヘルゲンで主人公が処刑される寸前に現れ、ヘルゲンを滅ぼしたドラゴンでもある。
パーサーナックス（Paathurnax）
グレイビアードの長を務める白きドラゴンで、本来のドラゴンにあった強欲さや凶暴性を長い年月を掛けて克服した稀有な存在。それ故にドラゴンとしての強大な力はほぼ失われており、普段は「世界のノド」の頂点に隠居している。
復活したアルドゥインのやり方を快く思っておらず、自分のもとを訪れた主人公に力を貸してくれる。
アルドゥインの弟でもあり、古代の時代に彼の同盟者の筆頭を務めていた経歴があるため、ブレイズから敵対視されている。
オダハヴィーング（Odahviing）（吹き替え - 玉野井直樹）
アルドゥインの部下のドラゴン。
「名を呼ばれ挑戦されると受けずにはいられない」というドラゴンの習性を利用され、ドラゴンズリーチへと誘き出され捕獲される。
アルドゥインのシャウトが最強なのか疑問を抱いており、主人公に敗れソブンガルデへ逃げ込んだアルドゥインを見限り、主人公たちに味方してくれるようになる。

### その他
リディア（Lydia）（吹き替え - うえだ星子 )
主人公がホワイトランの従士に任命された後に私兵としてあてがわれる人物。女性だが、モーションにはなぜか男性のものが当てられている。公式パッチ Version1.5へのアップデートで結婚が可能になった。
ほら吹きのムアイク（M'aiq the Liar）（吹き替え - 志賀麻登佳 )
過去作『The Elder Scrolls III: Morrowind』 『The Elder Scrolls IV: Oblivion』にも登場したカジートの男性。スカイリム各地にランダムで出現し、過去作同様にメタ的な話をする。
話の内容は出会った場所や天候により変化。1度に話を聞けるのは3回までで、4回目からは「ムアイクの話はこれでおしまい」と言うだけになる。
スコール（Skjor）（吹き替え - 宮林康 )
ホワイトランの同胞団に所属するウェアウルフの男。途中のクエストで戦死するが、その後何事も無く同胞団に存在するというバグが起こる場合がある。

## 集団・団体
同胞団（The Companions）
アトモーラ大陸からやってきたイスグラモルが引き連れた「500人の同胞」を起源とする傭兵組織。スカイフォージを見つけた彼らはそこにジョルバスクルを建て、その周囲は次第に街となり現在のホワイトランが形成されていったとされる。スカイリム以外の地域では戦士ギルドが台頭しているが、スカイリムでは依然として同胞団の勢力が強い。コドラク・ホワイトメインが組織の長として「導き手」を担い、「サークル」に所属する数人の上級メンバーが組織の運営や仕事の斡旋を行う。サークルに所属する人々は全員がウェアウルフである。コドラクの方針により戦争への介入には否定的な立場を取っている。普段は盗賊や犯罪者などの始末や、街のトラブルの解決を主な仕事にしている。
ウィンターホールド大学（College of Winterhold）
ウィンターホールドに存在する魔法学校。かつて起こった「大崩壊」と呼ばれる嵐によってウィンターホールドが壊滅的被害を被った際に、大学だけがわずかな被害に留まったため、街の住民からは懐疑的な目で見られている。また魔法に偏見を持つ多くのノルドからも信頼を得られずにいる。アークメイジはサボス・アレンが務め、マスターウィザードはミラベル・アーヴィンが務める。
盗賊ギルド（Thieves Guild）
リフテンのラットウェイに拠点をもつ盗賊組織。デイドラのノクターナルを崇拝し、メルセルをリーダーとして活動している。数十年前には黄金期を迎えスカイリム各地で恐れられる組織であったが、現在では本拠地のリフテンに影響力を残すのみで、少人数で細々と活動している。スカイリム各地で盗みや台帳の改竄を仕事とするが、殺しは御法度という決まりがある。
闇の一党（Dark Brotherhood）
第二紀にモラグ・トングから分派した暗殺組織。かつてはタムリエル各地に「聖域」と呼ばれる拠点が存在していたが、第四紀に入ってから勢力が衰退していき残された聖域はスカイリムに限られるようになった。常夜の父と呼ばれる「シシス」を崇拝し、シシスのために5人の子供を殺害した女「夜母」を精神的指導者として活動している。「黒き聖餐」を実行した依頼人の声は夜母に届けられ、夜母の声が聞こえる「聞こえし者」がそれを聞き取り暗殺者に仕事を回すことで組織の運営が成り立っていた。しかし現在では先代の聞こえし者が死亡し、新たな聞こえし者が現れないまま活動を強いられ、アストリッドをリーダーとして黒き聖餐が行われているという市井の噂を元に暗殺を実行するようになっている。
今作では「夜母」はミイラ化されて棺に保管されている。

## 大衆文化
スカイリムの衛兵がよく話すセリフ「昔はお前のような冒険者だったのだが、膝に矢を受けてしまってな」（I used to be an adventurer like you, then I took an arrow in the knee）はインターネット・ミームとなり、多数のイメージ・マクロやビデオパロディが作られて広まった。Skyrim への言及はCBSのテレビドラマシリーズNCIS 〜ネイビー犯罪捜査班のエピソードで登場した。Skyrim について言及している他の "arrow to the knee" は World of Warcraft: Mists of Pandaria のエスコートクエストでも見られる。そのクエストは Pandaria's Krasarang Wilds の地域で起こる。多数の部隊の集団をエスコートするとき、 Pandaren の一人が負傷してこのフレーズを発する。

## Mod
多種多様のMODが Creation Kit を使って Skyrim 用にリリースされている。これらのMODは Steam Workshop や Nexus Mods のようなサイトで入手できる。これらのMODには例えば「スーパーマリオ」をエミュレートして既存のゲームを完全に塗り替えて色鮮やかな夜空にするものなどがある。